# Timandra synthaca
Timandra synthaca là một loài bướm đêm trong họ Geometridae.